# Adelard z Bathu
Adelard z Bathu (asi 1080 - asi 1160) byl cestovatel, filosof, překladatel, matematik, geometr, astronom a astrolog. Procestoval minimálně Sicílií a Sýrii. Díky znalosti arabštiny později přeložil do latiny stěžejní díla z geometrie a astronomie (např. Základy od Eukleida či Astronomické tabulky od al-Chwárizmího). Pracoval na pojednání o sokolnictví, o použití astrolábu a abacusu.
Sestavil několik horoskopů pro anglickou královskou rodinu, které se zachovaly dodnes v Britské knihovně. O překladu Eukleidových základů se vypravuje i známá legenda, kterak učenec získal její přepis. Byl uložen v Córdobské knihovně, kam bylo během arabské okupace Španělska zakázáno vkročit křesťanovi. Adelard se jí měl zmocnit v roce 1120, když sem pronikl v přestrojení za muslima. Pravdivost této legendy sice nelze potvrdit, ale jen stěží ji lze vyvrátit.

## Život

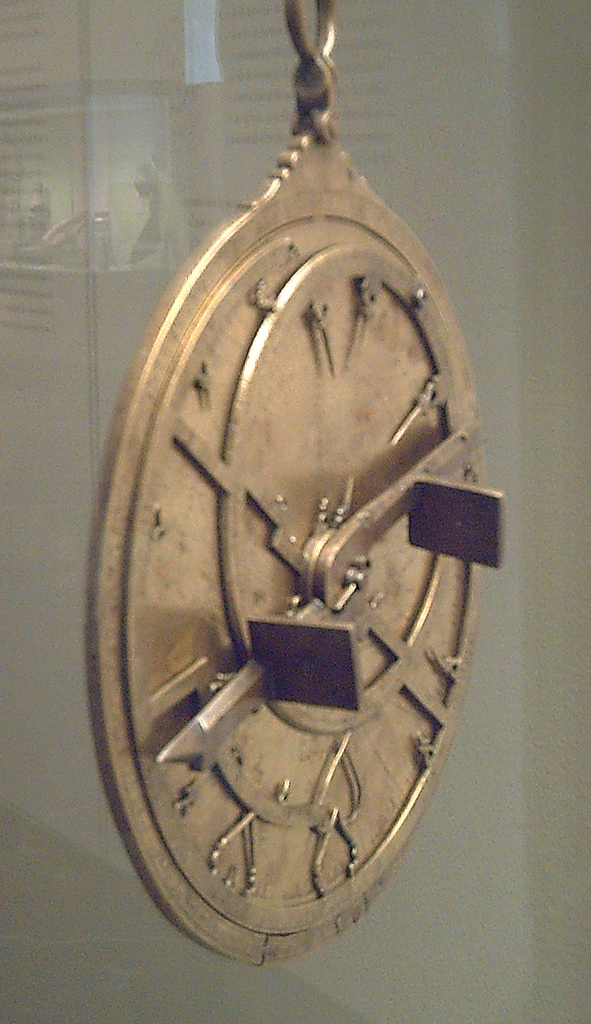
Andaluský astroláb

Adelardův životopis je místy neúplný a ponechává některé aspekty otevřené interpretaci. V důsledku toho je většina toho, co je Adelardovi připisováno, produktem jeho vlastního svědectví. Jak napovídá jeho jméno, tvrdí, že pochází z římského anglického města Bath, ale jak žil, není zcela známo. Navzdory jeho rozsáhlým cestám se předpokládá, že se ke konci svého života vrátil do Bathu, kde zemřel.
Přesná identita rodičů není známa, ale jako možného otce badatelé uvádějí Fastreda, nájemce biskupa z Wellsu. Jeho jméno (Adelard) je anglosaského původu, což by ho v Anglii 11. století řadilo do podřadné třídy, co se týče společenského postavení. Předpokládá se, že koncem 11. století odešel z Anglie do Tours, pravděpodobně na radu biskupa Jana de Villula, který roku 1090 přenesl sídlo svého biskupství z Wellsu do Bathu. Během studií v Tours inspiroval Adelarda anonymní „moudrý muž z Tours“ svým zájmem o astronomii ke studiu této vědy. Adelard později nějaký čas vyučoval v Laonu, nejpozději v roce 1109 Laon opustil a vydal se na cesty.
Po odchodu z Laonu Adelard popisuje, že nejpozději v roce 1116 cestoval do jižní Itálie a na Sicílii. Adelard také tvrdí, že podnikl rozsáhlé cesty po „zemích křížových výprav“: Čas strávený v těchto oblastech by pomohl vysvětlit jeho fascinaci matematikou a jeho přístup k arabským učencům. Adelard se v této době věnoval také arabským učencům. Nicméně jeho cesty jsou zpochybňovány badateli, z nichž někteří spekulují, že odkazy na „cestování“ a tvrzení o „rozhovorech s Araby“ používal jako zástěrku pro vlastní originální myšlenky.
V roce 1126 se Adelard vrátil na Západ s úmyslem šířit získané poznatky o arabské astronomii a geometrii do latinského světa. Tato doba pozoruhodného pokroku a křížových výprav znamenala pro mnohé příležitost získat cenný vliv na vývoj lidských dějin. Křížové výpravy sice nenabídly mnoho vítězů, ale Adelardova nevybíravá vědecká práce ho inspirovala k tomu, aby do Anglie přinesl mnoho starověkých textů a nových otázek, které později daly vzniknout anglické renesanci. I vzhledem k době, v níž Adelard žil tj. v 11. století, bylo obtížné, aby dosáhl svých vzdělávacích cílů. Vzhledem k neexistenci knihtisku a vzhledem k nízké gramotnosti veřejnosti byly knihy ve středověké Evropě vzácným artiklem - zpravidla je vlastnily pouze královské dvory nebo katolické klášterní komunity (Kraye, et al. 1987). Adelard příhodně studoval u mnichů v benediktinském klášteře v katedrále v Bathu.

## Dílo

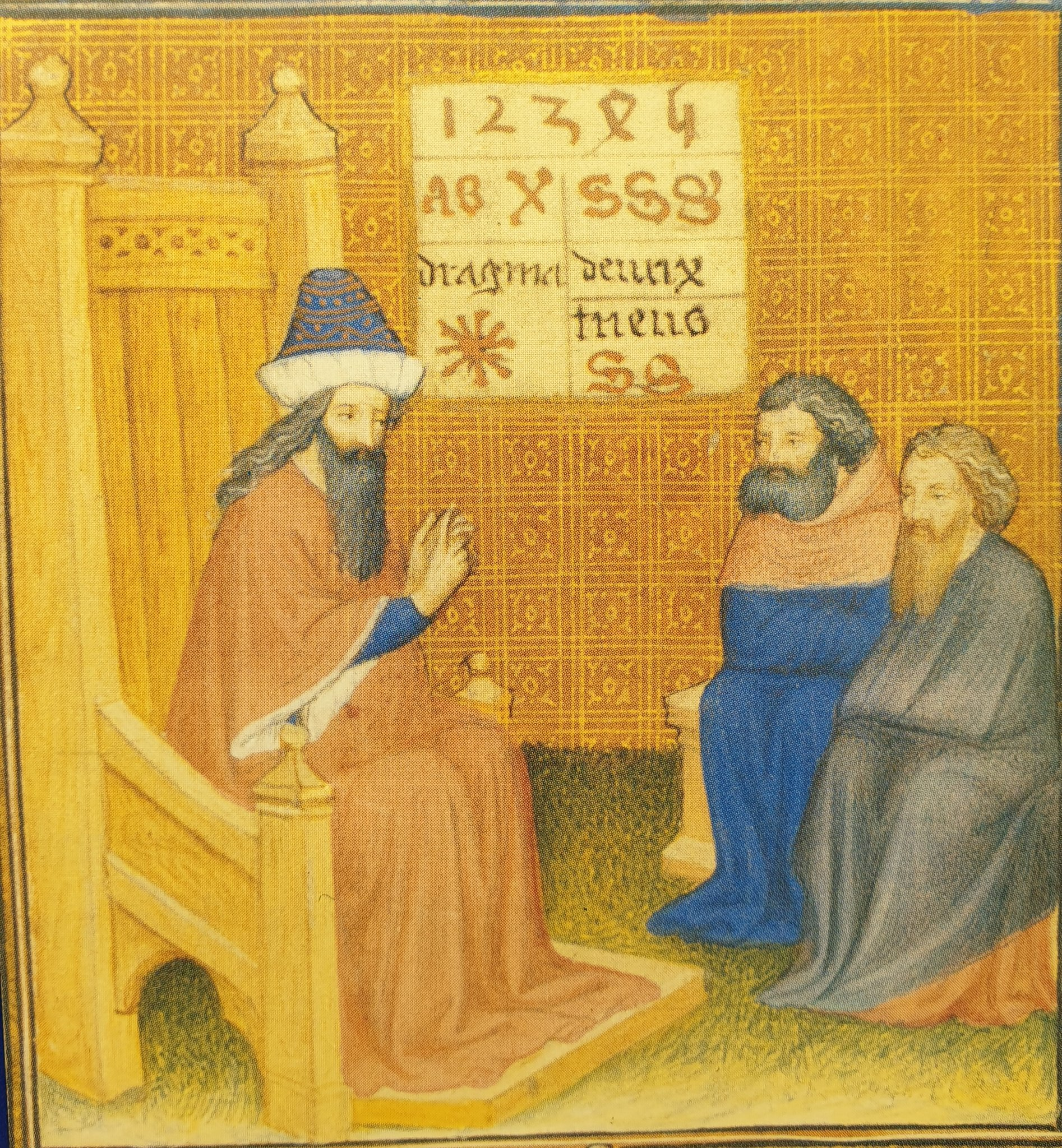
Adelard během výuky

Mezi originální díla Adelarda z Bathu patří trojice dialogů, které napsal s cílem napodobit platónský styl, nebo korespondence s jeho synovcem. Nejstarší z nich je De Eodem et Diverso (O stejném a rozdílném). Je napsán ve stylu protreptik neboli nabádání ke studiu filozofie a jeho vzorem je Boetiova Útěcha z filozofie, což je patrné z Adelardova slovníku a frazeologie. Předpokládá se, že bylo napsáno poblíž Tours poté, co již Adelard cestoval, ačkoli nic nenasvědčuje tomu, že by v době psaní procestoval jižní Itálii a Sicílii. Dílo má podobu dramatického dialogu mezi filokosmií, která obhajuje světské radovánky, a filosofií, jejíž obhajoba vzdělanosti ústí do shrnutí sedmi svobodných umění. Základem celého díla je kontrast mezi Filokosmia res (vnímatelnou skutečností) a Filosofií verba (myšlenkovými pojmy). Každý oddíl svobodných umění je rozdělen na dvě části. Nejprve je představen popis alegorické postavy představující dané umění, v němž je naznačen význam tohoto umění, a poté následuje shrnutí učení tohoto umění, jak je vypráví alegorická postava, která je představena jako zakladatel nebo hlavní zastánce daného umění.
Druhým z této trojice a pravděpodobně nejvýznamnějším Adelardovým příspěvkem byly jeho Questiones Naturales neboli Otázky o přírodních vědách. Lze jej datovat mezi léta 1107 a 1133, neboť sám Adelard v textu zmiňuje, že od jeho přednášení ve školách v Laonu uplynulo sedm let. Toto dílo se rozhodl prezentovat jako fórum pro arabskou nauku, přičemž často odkazuje na své zkušenosti z Antiochie. Předkládá sedmdesát šest otázek ve formě platónského dialogu o meteorologii a přírodních vědách. Adelard se v tomto díle věnuje i otázkám, které se týkají přírodních věd. Ve školách se hojně používal až do 13. století i po něm, ale učení o přírodních věcech nakonec nahradí Aristotelův spis. Text je rozdělen do tří částí: O rostlinách a živočiších, O člověku a o zemi, vodě, vzduchu a ohni. Dvěma specifičtějšími rysy spojenými s tímto textem jsou:
- upřednostňování rozumu před autoritou v otázkách přírodních a vědních (jinými slovy, hledání řešení spíše prostřednictvím rozumu a logiky než víry) a

- používání literárního prostředku odvolávání se na arabské nauky při prezentaci velmi kontroverzních témat (např. např. že hrubá zvířata mohou mít poznání a duši)

Adelard se nedomníval, že by používání rozumu při hledání poznání bylo v jakémkoli rozporu s křesťanskou vírou v Boha.
Duše tvoří velkou část dialogu v tomto textu, neboť O člověku pojednává o tělesné duši v člověku, zatímco závěrečná část rozvádí netělesnou duši živlů a zvířat. Questiones Naturales měly zřejmě okamžitý úspěch, neboť byly kopírovány na obou stranách Lamanšského průlivu a byly dokonce vydány ve formátu „kapesní knížky“, což naznačuje, že byly určeny k přenášení.
Poslední částí jeho trilogie je pojednání o jestřábech nazvané De Avibus Tractatus (Pojednání o ptácích). Jedná se o lékařský text, který se zabývá nemocemi celého těla. Ačkoli se tvrdí, že tento traktát nebyl příliš rozšířen, průzkum pozdějších latinských a francouzských pojednání odhaluje řadu výňatků z Adelardova díla.
Zbývající Adelardovy původní práce se netýkaly osoby jeho synovce. Napsal traktát o používání počítadla nazvaný Regulae Abaci, který pravděpodobně vznikl velmi brzy v jeho kariéře, protože nevykazuje žádné stopy arabského vlivu. Tento traktát je považován za důkaz, že Adelard byl spojen s výběrčí tabulkou, která se ve středověku používala k peněžním výpočtům. Jak citovaný zdroj uvádí, je zřejmé, že Adelard z Bathu pravděpodobně věděl, kdo pracoval u výběrčích, a mohl se s nimi setkat v Laonu, ale co je mezi nimi společné, je to, že jejich vzdělání je v Laonu! Další důkaz o tom lze nalézt v Pipe Roll Jindřicha I., z něhož vyplývá, že obdržel osvobození od „pokuty za vraždu“ (pokuta vybíraná od všech obyvatel určité oblasti na základě vraždy Normana, k níž došlo na obecně přístupném poli v dané oblasti) vybírané od obce Wiltshire v roce 1130), ačkoli jiný důkaz pro tuto skutečnost neexistuje. Vedou se diskuse o tom, zda Adelard, který žil v Bathu a který byl tímto poplatkem zatížen, je skutečně tentýž Adelard z Bathu, vzhledem k tomu, že Adelard je běžné jméno. Dílo, kterým je Adelard z Bathu známý v latinském světě, je jeho překlad astronomických tabulek al-Chwarizmího, první široce dostupný latinský překlad islámských představ o algebře. 2 Ve středověku byl známý svým znovuobjevením a výukou geometrie, svou pověst si získal, když pořídil první úplný překlad Eukleidových Základů a zahájil proces interpretace textu pro západní publikum.

## Vliv
Adelardova práce ovlivnila vývoj přírodní filozofie, zejména Roberta Grossetesteho a Rogera Bacona. Jeho práce v oblasti přírodní filozofie pomohla položit základy pro mnohé pokroky, kterých bylo dosaženo v pozdějších stoletích po Aristotelovi. Jeho práce kolem Eukleidových Elementů poskytla vzdělání v demonstračních a geometrických důkazech. Zatímco jeho původní spisy prokazují upřímné zaujetí pro sedm svobodných umění (gramatiku, rétoriku, logiku, matematiku, geometrii, hudbu a astronomii), jeho práce v Quaestiones naturales ilustrovaly obsáhlejší oddanost předmětům, jako je fyzika, přírodní vědy a metafyzika.
Jeho vliv je patrný v De philosophia mundi Viléma z Conches, v díle Hugha ze Saint Victor, v Listech Alcherovi o duši od Izáka ze Stelly a v Hexaemeronu Petra Abelarda. Do latinského světa uvedl algebru a jeho komentáře k Eukleidovým Elementům měly ve 13. století mimořádný vliv. Adelard projevil originální myšlení vědeckého směru, když zpochybnil tvar Země (věřil, že je kulatá) a ptal se, jak zůstává v prostoru nehybná. Rozvinul klasickou fyzikální otázku, jak daleko by spadl kámen, kdyby se do Země vyvrtal otvor a kámen jím propadl (viz těžiště).
Campanus z Novary měl pravděpodobně přístup k Adelardovu překladu Základů a právě Campanovo vydání bylo poprvé vydáno v Benátkách v roce 1482 po vynálezu knihtisku. Stalo se hlavní učebnicí matematických škol západní Evropy až do 16. století.

### Tvorba
- De eodem et diverso (latinsky)
- Regulae abaci (latinsky)